# Neduba extincta
Neduba extincta foi uma espécie de insecto da família Tettigoniidae. Era endémica dos Estados Unidos da América.